# Dorota Mogore-Tlałka
Dorota Mogore-Tlałka, poljsko-francoska alpska smučarka, * 27. april 1963, Zakopane.
Nastopila je na olimpijskih igrah 1984 za Poljsko in 1988 za Francijo, najboljšo uvrstitev je dosegla leta 1988 z osmim mestom v slalomu. V štirih nastopih na svetovnih prvenstvih je v isti disciplini dosegla četrto, šesto in osmo mesto. V svetovnem pokalu je tekmovala deset sezon med letoma 1980 in 1989 ter dosegla eno zmago in še štiri uvrstitve na stopničke, vse v slalomu. V skupnem seštevku svetovnega pokala je bila najvišje na 28. mestu leta 1983, ko je bila tudi osma v slalomskem seštevku.
Tudi njena sestra dvojčica Małgorzata Mogore-Tlałka je bila alpska smučarka.